# Ránkfüred
Ránkfüred (1899-ig Herlein, szlovákul Herľany) község Szlovákiában, a Kassai kerület Kassa-környéki járásában. Herlánynak vagy Ránkherlánynak is hívják. A mai település Ránkfüred és Zsir egyesítésével jött létre.

## Fekvése
Kassától 25 km-re, északkeletre található. Üdülőhely a Sóvári-hegységben.

## Nevének eredete
Névelőtagját a szomszédos Ránkról, utótagját a herlányi fürdőről kapta.

## Története

### Ránkfüred
A település az 1431 és 1487 közötti időszakban keletkezett. 1487-ben „poss. Haryan” néven említik először a szinyei uradalom részeként. 1601-ben a terebesi uradalomhoz tartozott. A 17. századtól ismert fürdője. Jódos, vasas, szénsavas vizét évszázadok óta használják gyógykezelésre. Benépesülése azonban csak a 18. század elején kezdődött. Az 1715-ös és 1720-as adóösszeírásokban még nem is említik. 1808-ban említik először fürdőjét.
Fényes Elek 1851-ben kiadott geográfiai szótárában így ír a faluról: „Herlein, német f., Abauj vgyében, Bánk mellett: 86 kath., 15 evang. lak., kik ide II. József alatt költöztek. Nevezetes ásványos vizéről. Lásd Ránk helységét. F. u. a kamara. Ut. p. Kassa.”
Borovszky Samu monográfiasorozatának Abaúj-Torna vármegyét tárgyaló része szerint: „Felső-Kemenczétől északra, alig két kilométerre van Herlány, vagy Herlein és Ránk. A határukban levő hires fürdőhely ránk-herlányi fürdő nevet visel. Mint fürdőről, melynek időszaki forrása különös nevezetesség, a fürdőhelyek közt emlékezünk meg. Herlány vagy Herlein község csak 25 házból áll, 161 magyar, német és tótajku lakossal.”
A trianoni diktátumig Abaúj-Torna vármegye Füzéri járásához tartozott.
1964-ben csatolták hozzá Zsir községet.

### Zsir
A 18. század végén Vályi András így ír róla: „ZSÍR. Zsirovecz. Tót falu Abaúj Várm. földes Ura Kácsándi Uraság, lakosai több félék, fekszik Ketzer Peklinhez nem meszsze, mellynek filiája; határja sovány, tűzi fája sints elég.”
Fényes Elek 1851-ben kiadott geográfiai szótárában így ír a faluról: „Zsir, (Zirowcze), Abauj vm. tót falu, Ránkhoz 1 fertálynyira: 54 romai, 41 g. kath., 107 evang., 9 zsidó lak. F. u. gr. Forgács. Ut. p. Kassa.”
Borovszky Samu monográfiasorozatának Abaúj-Torna vármegyét tárgyaló része szerint: „Innen délnek fordulva, a 177 lakossal biró kis Zsir falun keresztül Csákányt érjük.”
A trianoni diktátumig Abaúj-Torna vármegye Füzéri járásához tartozott.
1964-ben csatolták Ránkfüredhez. A település központjától délnyugatra található.

## Népessége
| Év:            | 1994. | 2004.   | 2014.   | 2024.   |
| -------------- | ----- | ------- | ------- | ------- |
| Emberek száma: | 292   | 287     | 285     | 286     |
| Eltérés:       |       | -1,71 % | -0,69 % | +0,35 % |

| Év:            | 2023. | 2024.   |
| -------------- | ----- | ------- |
| Emberek száma: | 276   | 286     |
| Eltérés:       |       | +3,62 % |

1910-ben Ránkfüredet 160-an, többségében szlovák anyanyelvűek lakták, jelentős magyar kisebbséggel.
2011-ben 287 lakosából 270 szlovák volt.

## Nevezetességei

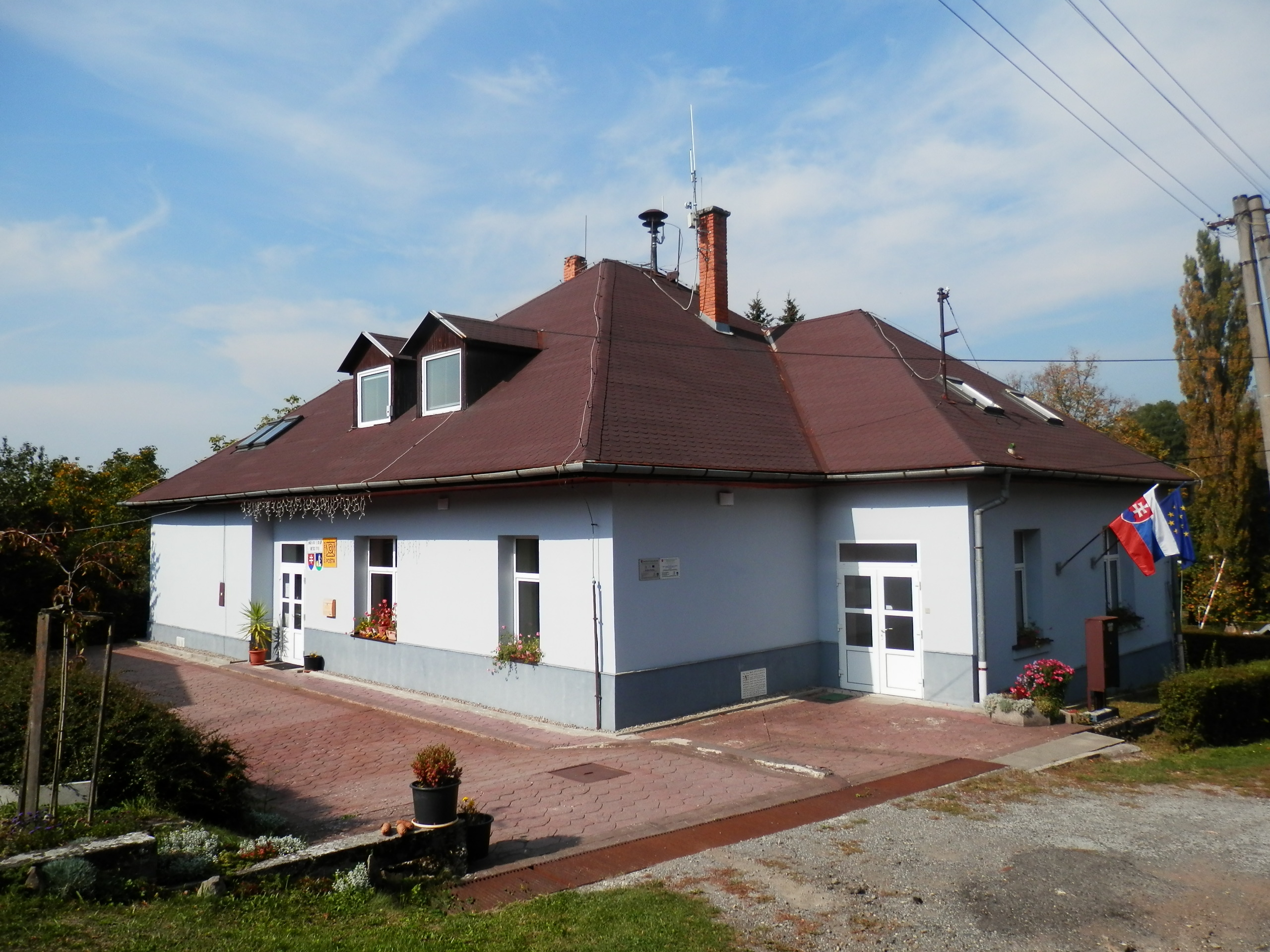
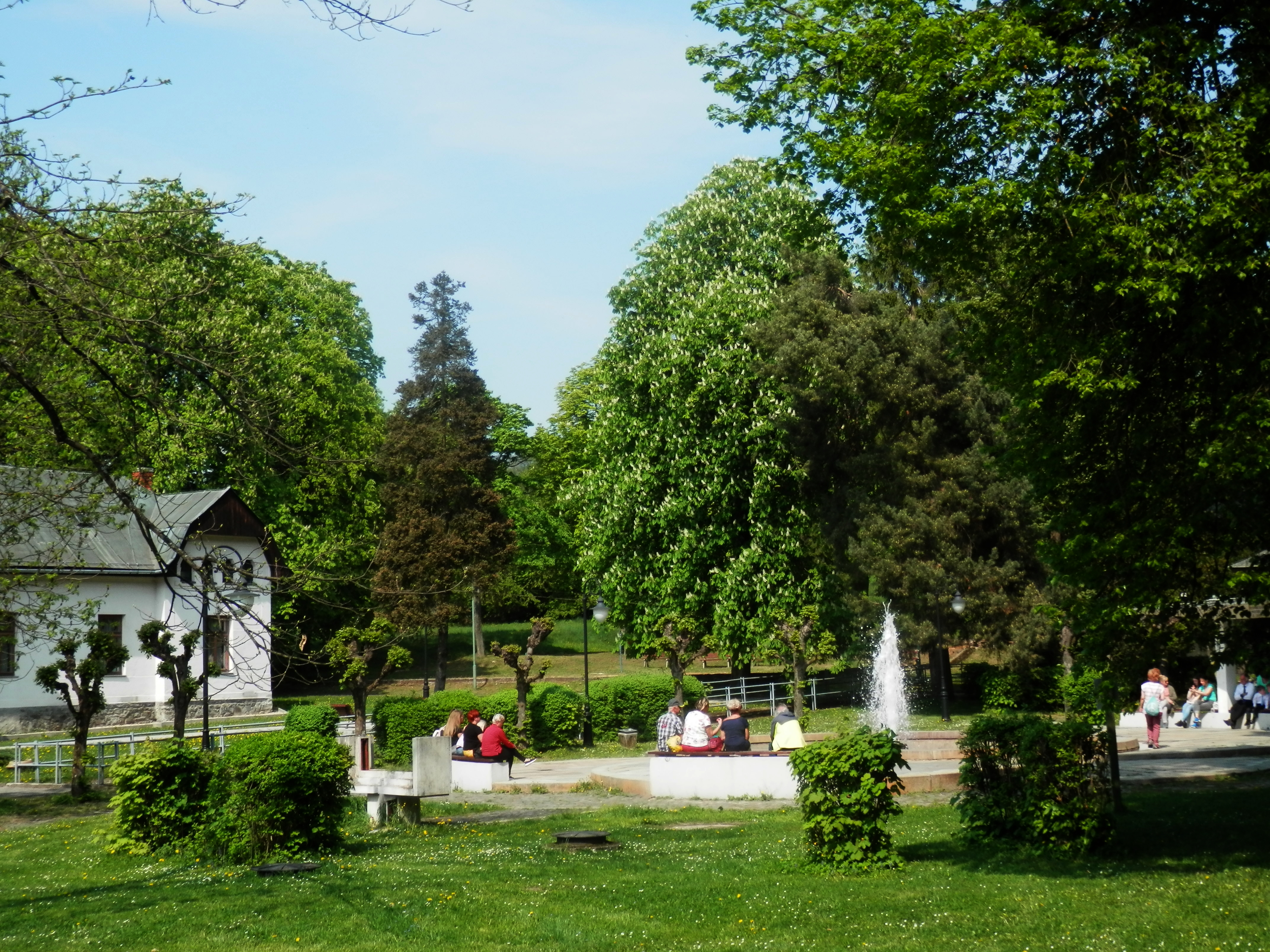
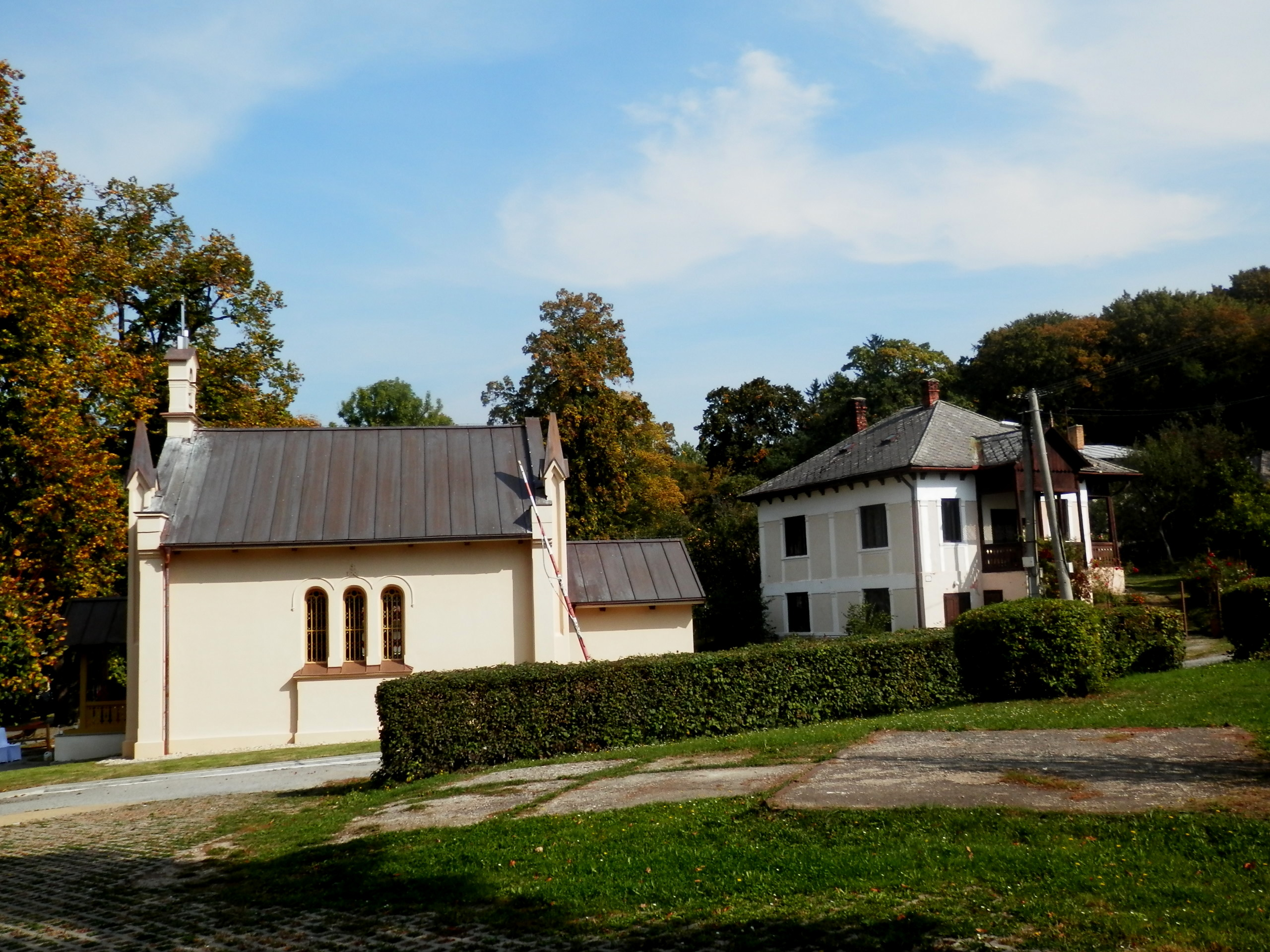
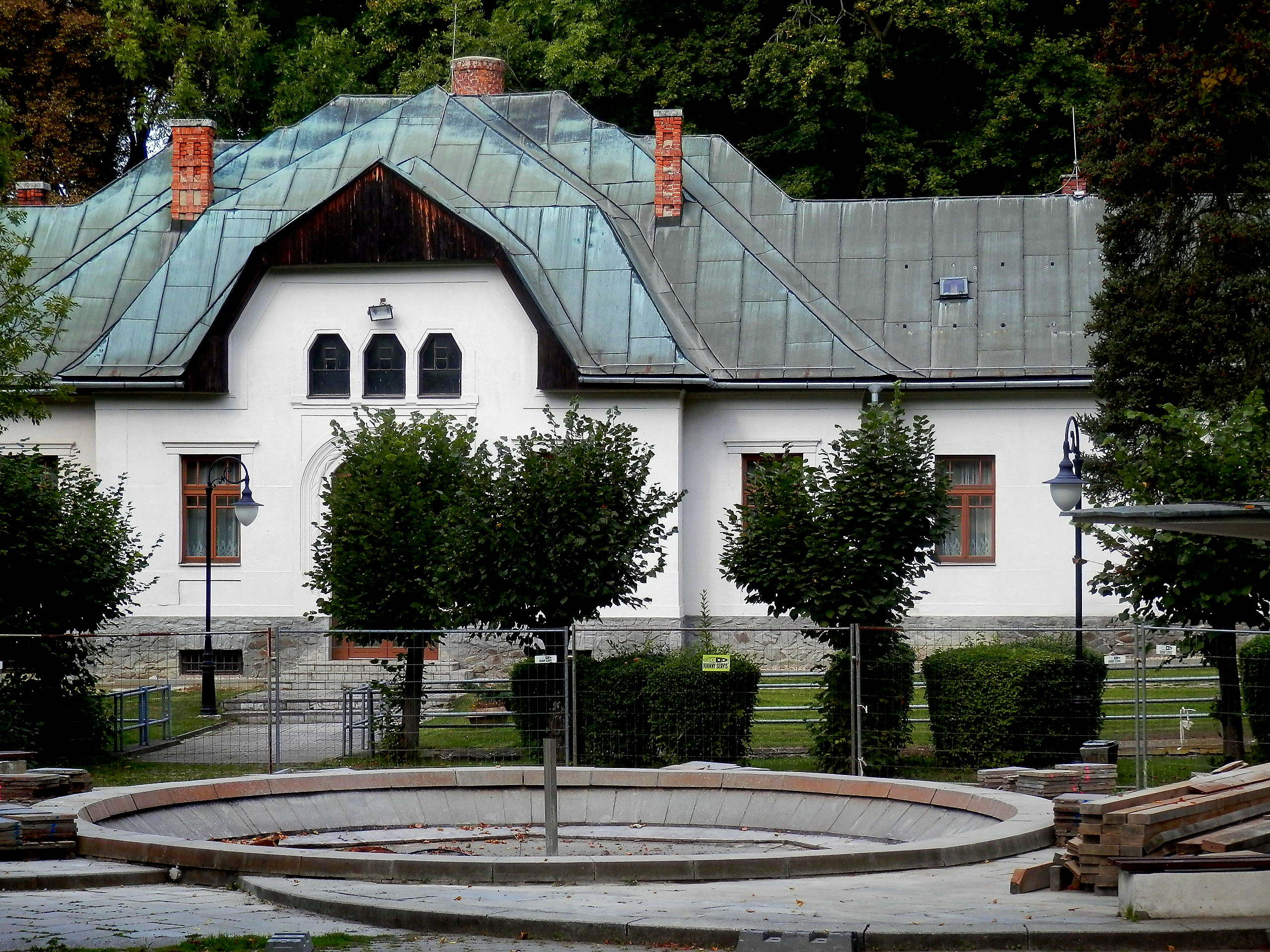
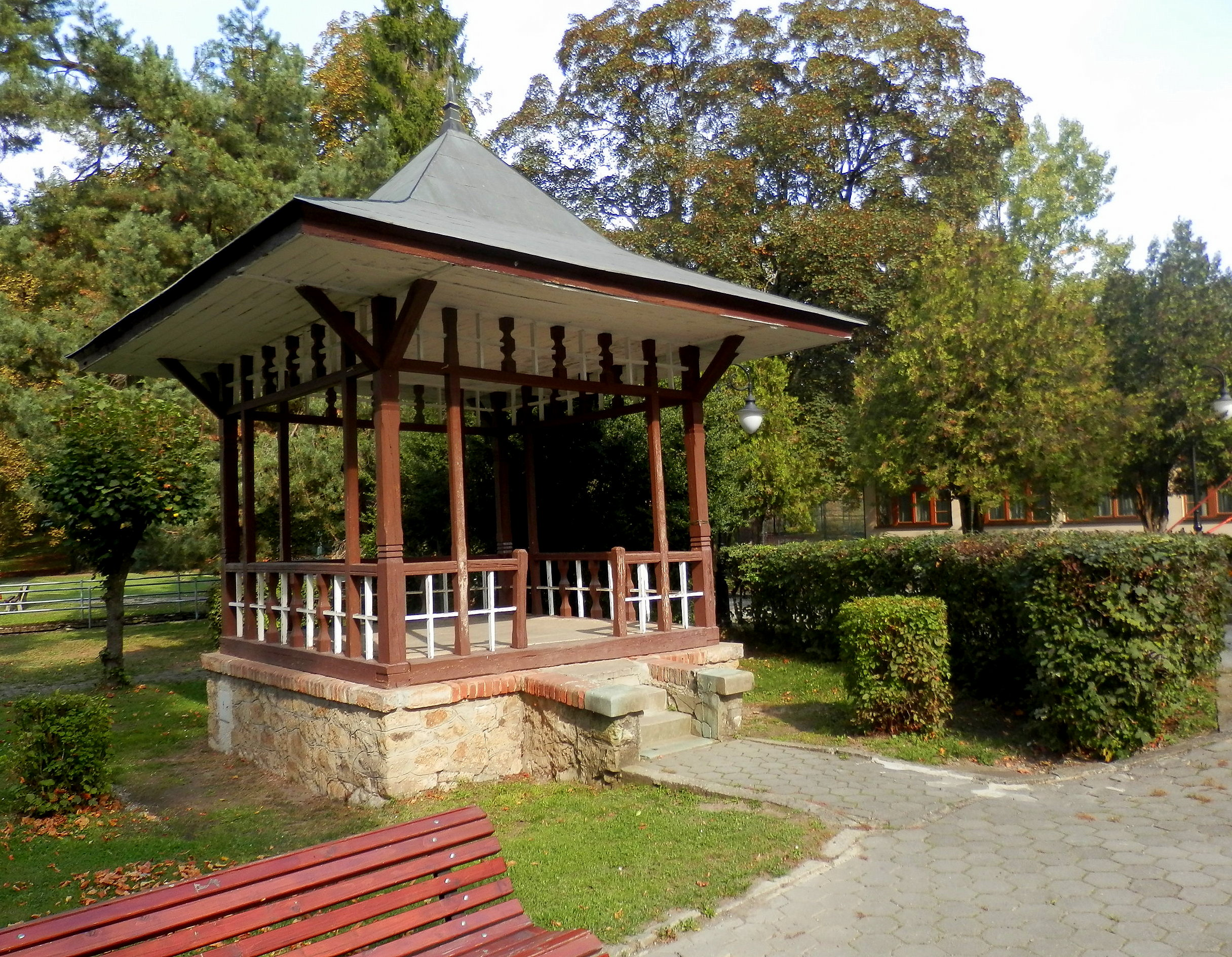
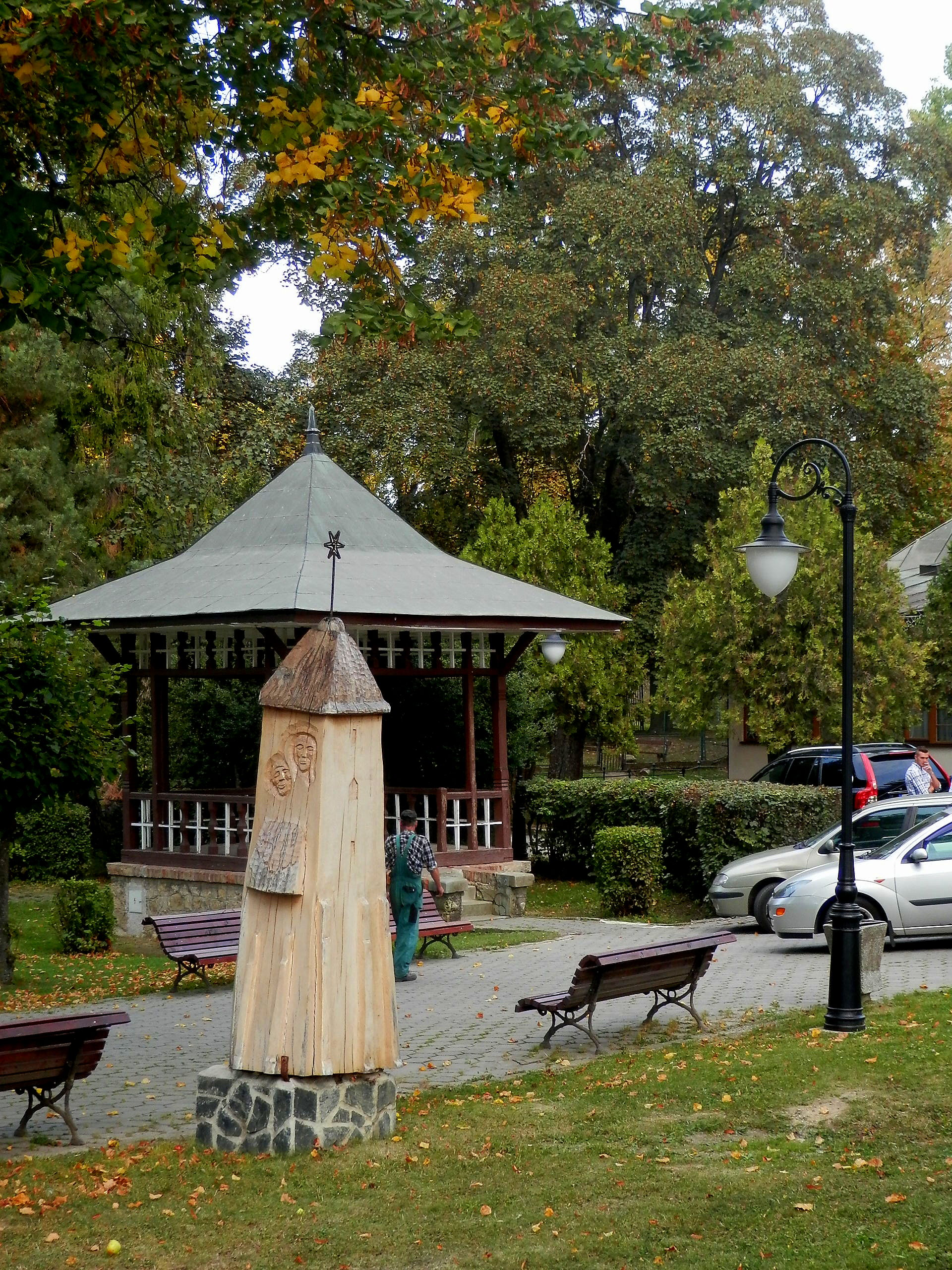

Nevezetessége a herlányi gejzír, melynek forrását 1875-ben 404 m-es fúrással találta meg Zsigmondy Vilmos geológus. Vize 32-36 óránként 25-30 m magasra tör fel[forrás?] vastag sugárban. Az erupció időtartama megközelítőleg fél óra. Vizének kezdeti 10 °C-os hőmérséklete a kitörés folyamán közel 18 °C-ra emelkedik.